# 2009년 뉴욕 영화 비평가 협회상
제75회 뉴욕 영화 비평가 협회상은 2009년 12월 14일에 열린 시상식이다.

## 수상 및 후보

### 작품상
- 허트 로커

### 감독상
- 허트 로커 - 캐서린 비글로우 수상

### 각본상
- 인 더 루프

### 여우주연상
- 줄리 & 줄리아 - 메릴 스트립 수상

### 남우주연상
- 인 디 에어 - 조지 클루니 수상

### 여우조연상
- 프레셔스 - 모니크 수상

### 남우조연상
- 바스터즈: 거친 녀석들 - 크리스토프 왈츠 수상

### 촬영상
- 하얀 리본 - 크리스찬 버거 수상

### 애니메이션상
- 판타스틱 Mr. 폭스

### 다큐멘터리상
- 리버풀의 추억

### 외국영화상
- 여름의 조각들

### 신인작품상
- 헝거 - 스티브 맥퀸 수상

### 특별상
- 앤드류 사리스 수상